# Gerhard Czerwensky

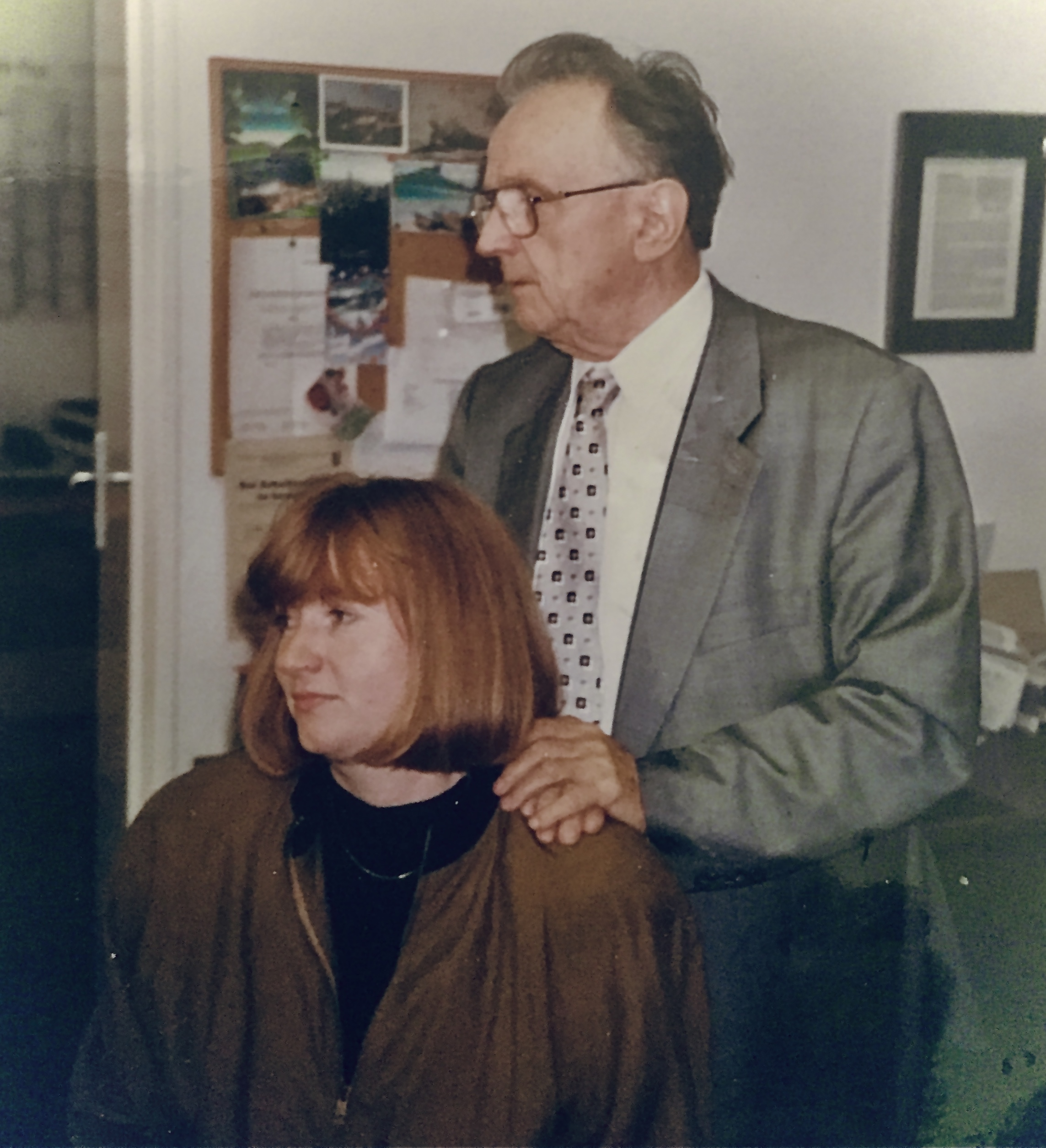
Gerhard Czerwensky und seine Tochter Cornelia im Frankfurter Büro

Gerhard Czerwensky (* 25. September 1920 in Hindenburg; † 26. Februar 2003 in Bad Homburg vor der Höhe) war ein deutscher Wirtschaftsjournalist und Redakteur.

## Werdegang
Gerhard Czerwensky, geboren in Oberschlesien als Sohn von Martha Czerwensky, geborene Pixa, in des Mehlgroßkaufmanns Max Czerwensky, besuchte die Oberrealschule in Hindenburg und studierte anschließend an der Universität Würzburg, der Universität Freiburg, der Universität Wien und der Universität München. Er schloss sein Studium 1947 als Diplom-Volkswirt und seine volkswirtschaftlichen Studien in Wien und Freiburg mit der Promotion zum Dr. rer. pol. 1948 beim Nestor der deutschen Nationalökonomie Adolf Weber ab. Von 1946 bis 1947 war er Referent beim Bayerischen Wirtschaftsministerium und bei der Staatlichen Erfassungsgesellschaft. Seine ersten journalistischen Sporen verdiente er sich von 1949 bis 1953 als Redakteur bei der von den Amerikanern nach 1945 herausgegebenen berühmten Neuen Zeitung. Von 1953 bis 1957 war er als freier Journalist tätig.
Danach arbeitete er von 1957 bis 1969 als Frankfurter Wirtschaftskorrespondent der Süddeutschen Zeitung, bevor er fast zwei Jahrzehnte das Gesicht des „Platow Briefes“  prägte und diesen als Alleinverantwortlicher zu einem der führenden Wirtschaftsinformationsdienste, Platow’s Wirtschafts- und Informationsdienst, formte.
Im Alter von 68 Jahren bereicherte als Chefredakteur und Herausgeber den von seiner Tochter Cornelia Czerwensky im Jahr 1988 gegründeten Czerwensky intern mit seinen Enthüllungen, sei es die Luftbuchungen des Immobilientycoons Schneider oder das Beleihungskarussell im Balsam Procedo-Skandal oder die Aufdeckung der heute noch die Gerichte beschäftigenden cum/ex-Geschäfte an der Börse. Zum Verlagsprogramm zählte neben dem 3-mal wöchentlich erscheinenden Informationsdienst auch die jährlich erscheinende Schrift Czerwensky Prognose, die basierend auf eigene volkswirtschaftliche Untersuchungen,  das Potential an den Aktien-, Anleihe- und Immobilienmärkten für das kommende Jahr auslotete. Cornelia Czerwensky verkaufte ihren Verlag im Jahre 2001 an die Nachrichtenagentur vwd, für die sie auch weiterhin als Geschäftsführerin und Redaktionsleiterin tätig war.
Gerhard Czerwensky war katholisch, ab 1949 verheiratet mit Amalie Czerwensky, geborene Stapfer, hatte zwei Töchter (Claudia und Cornelia) und lebte zuletzt in Kronberg im Taunus. Er war Mitglied des Reitstalls Kronberg und ab 1961 des Frankfurter Sportclubs Sachsenhausen.
Ehrungen
- 1997: Verdienstkreuz 1. Klasse der Bundesrepublik Deutschland
- 1987: Verdienstkreuz am Bande der Bundesrepublik Deutschland

## Veröffentlichungen (Auswahl)
- Anlageland USA.
- Plato(w)tüden.
- Scherzeraden.